# Bassoïta
La bassoïta és un mineral de la classe dels òxids. Rep el nom en honor de Riccardo Basso (1947), catedràtic de Mineralogia i Cristal·lografia de la Universitat de Gènova.

## Característiques
La bassoïta és un òxid de fórmula química SrV⁴⁺₃O₇(H₂O)₄. Va ser aprovada com a espècie vàlida per l'Associació Mineralògica Internacional l'any 2011. Cristal·litza en el sistema monoclínic. La seva duresa a l'escala de Mohs es troba entre 4 i 4,5.

## Formació i jaciments
Va ser descoberta a la mina Molinello, situada a la vall de Graveglia, a la localitat de Ne, dins la província de Gènova (Ligúria, Itàlia), on sol trobar-se associada a altres minerals com la rodonita, el quars i la braunita. Es tracta de l'únic indret de tot el planeta on ha estat descrita aquesta espècie mineral.